# 泰达国际
天津市泰达国际控股（集团）有限公司，简称泰达国际，成立于2007年12月11日，注册资本为103.73亿元，主要业务为对金融业及国民经济其他行业进行投资控股，如津融集团、渤海证券等。